# 辛島美登里 こころん、ふるさと
『辛島美登里 こころん、ふるさと』（からしま・みどり こころん、ふるさと）は、2015年（平成27年）10月4日から2016年（平成28年）9月25日まで、TBSラジオで日曜日 23:00-23:30に放送されていたトーク番組である。

## 概要
シンガーソングライターの辛島美登里が、毎回各界の著名人をゲスト（基本2週間連続）に迎え、ゲスト、あるいはリスナーの持っている「心の風景」をたどるというものである。題名にある「こころん」は、辛島の出身地・鹿児島県の薩摩弁で「こころの」の意味である。ゲストのプロフィルなど、ナレーションは安東弘樹（当時TBSアナウンサー）が担当し、辛島本人に進行はさせずトーク中、適当な所で「話の途中ですが～」「お話しはまだまだ尽きないようですが～」と一部抜粋する形で放送されている。
辛島のTBSラジオでのレギュラー番組は、1990年10月から放送されていた『ニューミュージックマインドポップス』（毎週日曜 23:05 - 24:00）以来、およそ25年ぶりとなる。
鹿児島県のMBCラジオ（南日本放送）では、日曜日18時から18時30分に先行放送されている。

## ゲスト・特集一覧
放送日はTBSラジオでの日付とする。
| 回 | 放送日         | ゲスト                              | 特集・備考                                                                   |
| -- | -------------- | ----------------------------------- | ---------------------------------------------------------------------------- |
| 1  | 2015年10月4日  | -                                   | フリートーク（辛島自身の故郷・鹿児島県についてのエピソード）                 |
| 2  | 2015年10月11日 | 山口智充 （タレント）               |                                                                              |
| 3  | 2015年10月18日 | 山口智充 （タレント）               |                                                                              |
| 4  | 2015年10月25日 | 紺野美沙子 （女優）                 |                                                                              |
| 5  | 2015年11月1日  | 紺野美沙子 （女優）                 |                                                                              |
| 6  | 2015年11月8日  | -                                   | おたより特集                                                                 |
| 7  | 2015年11月15日 | 千住明 （作曲家）                   |                                                                              |
| 8  | 2015年11月22日 | 千住明 （作曲家）                   |                                                                              |
| 9  | 2015年11月29日 | 中瀬ゆかり （新潮社出版部部長）     |                                                                              |
| 10 | 2015年12月6日  | 中瀬ゆかり （新潮社出版部部長）     |                                                                              |
| 11 | 2015年12月13日 | -                                   | おたより特集                                                                 |
| 12 | 2015年12月20日 | 野口聡一（宇宙飛行士）              |                                                                              |
| SP | 2015年12月24日 | クリス・ハート（歌手）              | クリスマススペシャル『あなたとサイレント・イヴ』 ※この日のみ18:30〜19:00放送 |
| 13 | 2015年12月27日 | 野口聡一（宇宙飛行士）              |                                                                              |
| 14 | 2016年1月3日   | -                                   | おたより特集                                                                 |
| 15 | 2016年1月10日  | 江原啓之 （スピリチュアリスト）     |                                                                              |
| 16 | 2016年1月17日  | 江原啓之 （スピリチュアリスト）     |                                                                              |
| 17 | 2016年1月24日  | 江原啓之 （スピリチュアリスト）     |                                                                              |
| 18 | 2016年1月31日  | -                                   | おたより特集                                                                 |
| 19 | 2016年2月7日   | 定岡正二 （TBS野球解説者）          |                                                                              |
| 20 | 2016年2月14日  | 定岡正二 （TBS野球解説者）          |                                                                              |
| 21 | 2016年2月21日  | 岡村孝子 （シンガーソングライター） |                                                                              |
| 22 | 2016年2月28日  | 岡村孝子 （シンガーソングライター） |                                                                              |
| 23 | 2016年3月6日   | -                                   | 辛島美登里、故郷 鹿児島めぐり旅！                                            |
| 24 | 2016年3月13日  | -                                   | 辛島美登里、故郷 鹿児島めぐり旅！第2夜                                       |
| 25 | 2016年3月20日  | -                                   | おたより特集                                                                 |
| 26 | 2016年3月27日  | -                                   | 春の1時間スペシャル（放送時間を55分に延長、弾き語りなど）                    |
| 27 | 2016年4月3日   | 谷村新司 （シンガーソングライター） |                                                                              |
| 28 | 2016年4月10日  | 谷村新司 （シンガーソングライター） |                                                                              |
| 29 | 2016年4月17日  | 平原綾香 （歌手）                   |                                                                              |
| 30 | 2016年4月24日  | 平原綾香 （歌手）                   |                                                                              |
| 31 | 2016年5月1日   | 稲垣潤一 （歌手）                   |                                                                              |
| 32 | 2016年5月8日   | 稲垣潤一 （歌手）                   |                                                                              |
| 33 | 2016年5月15日  | -                                   | おたより特集                                                                 |
| 34 | 2016年5月22日  | 安東弘樹（TBSアナウンサー）         |                                                                              |
| 35 | 2016年5月29日  | シシド・カフカ （ミュージシャン）   |                                                                              |
| 36 | 2016年6月5日   | シシド・カフカ （ミュージシャン）   |                                                                              |
| 37 | 2016年6月12日  | -                                   | おたより特集                                                                 |
| 38 | 2016年6月19日  | 中西保志（歌手） 沢田知可子（歌手） |                                                                              |
| 39 | 2016年6月26日  | 中西保志（歌手） 沢田知可子（歌手） |                                                                              |
| 40 | 2016年7月3日   | 増田明美 （スポーツジャーナリスト） |                                                                              |
| 41 | 2016年7月17日  | 増田明美 （スポーツジャーナリスト） | MBCラジオは7月10日に放送                                                     |
| 42 | 2016年7月21日  | 黒川伊保子 （エッセイスト）         | MBCラジオは7月17日に放送                                                     |
| 43 | 2016年7月24日  | 黒川伊保子 （エッセイスト）         |                                                                              |
| 44 | 2016年7月31日  | -                                   | おたより特集                                                                 |
| 45 | 2016年8月7日   | 杉山清貴 （ミュージシャン）         |                                                                              |
| 46 | 2016年8月14日  | 杉山清貴 （ミュージシャン）         |                                                                              |
| 47 | 2016年8月21日  | 稲川淳二 （タレント・怪談師）       |                                                                              |
| 48 | 2016年8月28日  | 稲川淳二 （タレント・怪談師）       |                                                                              |
| 49 | 2016年9月4日   | 藤澤ノリマサ （歌手）               |                                                                              |
| 50 | 2016年9月11日  | 藤澤ノリマサ （歌手）               |                                                                              |
| 51 | 2016年9月18日  | 俵万智 （歌人）                     |                                                                              |
| 52 | 2016年9月25日  | 俵万智 （歌人）                     |                                                                              |